# Luchtweginfectie
Luchtweginfectie is de verzamelnaam voor alle infecties die betrekking hebben op de luchtwegen: neusholte, schedelholten, keelholte (farynx), longen, luchtpijp (trachea), longblaasjes.
Omdat de toegang tot de luchtwegen open is kunnen vele schadelijke stoffen en micro-organismen de luchtwegen bereiken. Diverse afweermechanismen beschermen daartegen; de trilhaarfunctie van de slijmvliezen waarop een slijmlaag voortdurend van binnen naar buiten wordt gebracht, het hoesten en niezen, dat daaraan extra werking verleent, de afweer van de immuniteit (cellulair en humoraal). Omdat de micro-organismen naar buiten worden gebracht met hoesten en niezen, heeft een luchtweginfectie een hoge besmettelijkheid.
Zodra een micro-organisme in staat is de diverse barrières te nemen en zich te handhaven, ontwikkelt zich een luchtweginfectie: bronchiolitis, bronchitis, bijholteontsteking, epiglottitis, faryngitis, laryngitis, longontsteking, tracheïtis (ontsteking van de luchtpijp).